# Friedrich Eibner
Pour les articles homonymes, voir Eibner.
Friedrich Eibner, né le 25 février 1825 à Hilpoltstein et mort le 18 novembre 1877 à Munich, est un peintre bavarois.

## Biographie
Friedrich Eibner naît le 25 février 1825 à Hilpoltstein.
Il voyage en Allemagne et en France et accompagne le prince Mestschersky lors de ses voyages en Espagne de 1860 à 1861.
On cite de lui Cathédrale de Burgos, Paysages et architectures d'Espagne.
Il meurt le 18 novembre 1877 à Munich.

## Galerie

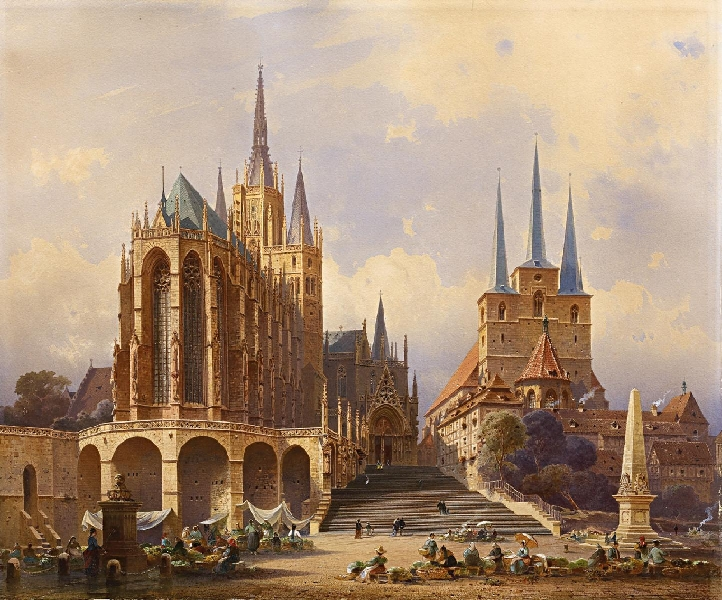
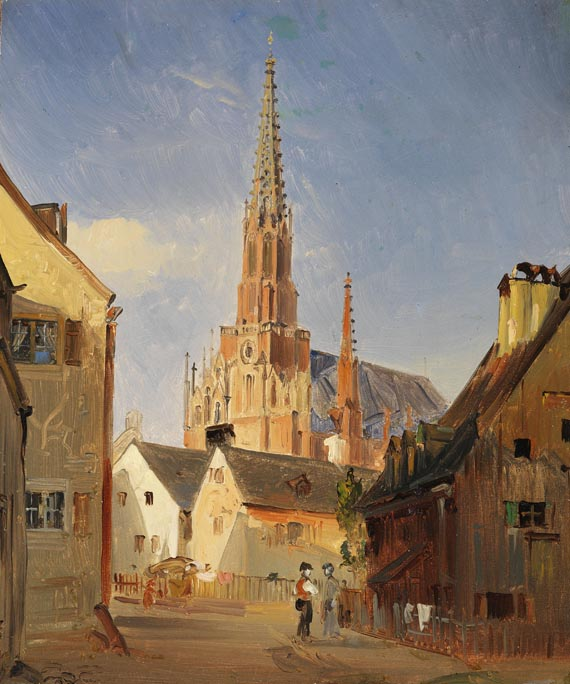